# Fabiana da Silva Simões
Fabiana da Silva Simões (født 4. april 1989), mest kendt som Fabiana, er en brasiliansk fodboldspiller, som spiller for FC Barcelona i Primera Division og for Brasilien. Hun vandt sølvmedalje med Brasilien ved sommer-OL 2008.